# Citharidae
Citharidae é uma família de peixes actinopterígeos pertencentes à ordem Pleuronectiformes.
Os citarídeos são peixes exclusivamente de água salgada, com distribuição desde o Japão à Austrália, Oceano Índico e Mar Mediterrâneo. O achatamento dos citarídeos pode ser sobre o lado direito ou o esquerdo.
O grupo tem 5 espécies em 4 géneros:
- Citharoides
- Citharus
- Brachypleura
- Lepidoblepharon